# Metabolismo do ferro
Dentre os micronutrientes necessários à vida, o ferro se destaca como um dos elementos de maior relevância metabólica, estando envolvido na estrutura de diversos componentes das células. Praticamente todos os seres vivos, sendo como exceções algumas bactérias específicas, dependem de ferro. Isso se deve ao fato que o ferro (Fe2+/Fe3+) é muito versátil em reações que envolvem transferência de elétrons essenciais ao metabolismo energético, podendo tanto receber elétrons quanto doá-los, a depender de cada reação de oxirredução na qual ele está participando. 
O Ferro, nas estruturas biológicas que o contém, se encontra complexado em estruturas conhecidas como grupos heme e centros de Ferro-Enxofre, para se citar as de maior destaque. Nas hemácias, o Ferro complexado nos grupos heme de hemoglobinas propicia o transporte de gás Oxigênio pelo sangue e assim distribuindo-o para todo o organismo. Ele também é notável nos grupos heme de mioglobinas, propiciando-se um armazenamento de O2 nos músculos. 
Entretanto, a atividade biológica do Ferro que pode ser considerada a de maior importância está relacionada com a sua alta efetivada em reações de oxirredução que ocorrem na cadeia respiratória mitocondrial. 

## Catabolismo oxidativo com a participação do Fe2+
Quando carboidratos, proteínas e gorduras são ingeridos na alimentação, a digestão nas cavidades do trato digestivo degrada esses alimentos em suas pequenas moléculas constituintes, açúcares, aminoácidos e ácidos graxos, as quais são então absorvidas pelas células e, com disponibilidade de gás Oxigênio, são degradadas até moléculas de CO2 por meio de reações químicas sequenciais em vias metabólicas centrais do metabolismo energético. 
Ao longo dessas vias metabólicas, além da quebra em unidades menores, coenzimas NAD+ (Nicotinamida Adenina Dinucleotídeo) e FAD (Flavina Adenina Dinucleotídeo) extraem elétrons das moléculas metabolizadas, se reduzindo às formas NADH e FADH2, e enfim os liberam em um sistema proteico inserido na membrana interna de mitocôndrias. 
Esse sistema é a cadeia respiratória, também conhecida como cadeia de transporte de elétrons, composta por quatro complexos proteicos (I, II, III e IV) integrantes de membrana. Estes apresentam estruturas quaternárias complexas e, principalmente, carregam consigo íons Fe2+ associados em centros de Ferro-Enxofre. 
Quando as coenzimas transferem seus elétrons para o primeiro complexo (complexo I para o caso de NADH e complexo II para o caso de FAD), inicia-se um fluxo até o complexo IV (sendo o caminho I → III → IV no caso de elétrons vindos de NADH e II → III → IV no caso dos elétrons vindos de FADH2), que termina quando os elétrons chegam no aceptor final, que é o gás Oxigênio vindo da atmosfera; este os recebe e é convertido em água no processo. Observa-se que a água metabólica é um produto que atua como um “descarte final” desses elétrons. 
Simultaneamente, a energia liberada nesse fluxo de elétrons na cadeia respiratória propulsiona um fenômeno no qual os complexos I, III e IV bombeiam prótons para fora da matriz mitocondrial. Logo, há um acúmulo de prótons na área externa e uma menor concentração deles na matriz, o que resulta em um gradiente transmembrana de pH e de carga elétrica. Visto que gradientes armazenam energia potencial, é energeticamente favorável que os prótons em questão retornem à matriz mitocondrial. Tal retorno ocorre por meio de um "canal" específico, que é um quinto complexo proteico, conhecido como ATP sintase, capaz de aproveitar o fluxo dessas partículas para sintetizar ATP (a “moeda energética” dos seres vivos). 
Portanto, quando uma pessoa está com deficiência de ferro, causada por diversos motivos, caracterizando-se um quadro clínico de anemia, pode ocorrer a má formação desses complexos respiratórios devido à ausência de centros de Ferro-Enxofre completos e/ou em quantidades suficientes, de forma que o transporte de elétrons é prejudicado. Nisso, o bombeamento acoplado de prótons também se encontra menos ativo, o que diminui a formação do gradiente transmembrana. Por fim, o fluxo de retorno desses prótons é consequentemente menor e há uma diminuição da síntese de ATP. 
Simultaneamente, deve-se lembrar que como as coenzimas extratoras de elétrons NAD+ e FAD não conseguem liberá-los adequadamente na cadeia respiratória (visto que não há Ferro o suficiente para transportá-los), elas permanecem carregadas com eles e nesse estado não são capazes de extrair mais elétrons de mais moléculas de alimento, o que prejudica o metabolismo energético como um todo. 
Como o ATP é essencial para os processos celulares, a baixa concentração dessa molécula prejudica as atividades do organismo, desde o movimento muscular até o ato de pensar, pois esses processos requerem energia vinda da quebra de ATP. Assim, pode-se entender mais facilmente os sintomas da anemia como o cansaço, tontura, dor de cabeça etc. 
Logo, o consumo de Ferro é essencial para que as células mantenham um aporte energético adequado à vida. Entretanto, muitos seres vivos não conseguem aproveitar diretamente a abundância do Ferro na Terra porque, devido ao gás Oxigênio, a atmosfera terrestre é muito oxidante, o que resulta no fato de que parte significativa do Ferro está na forma de óxidos de Ferro, que não são absorvidos pelas células, e os íons de Ferro estão frequentemente na forma oxidada Fe3+, que necessitam primeiramente de um tratamento enzimático para serem utilizados e são também menos solúveis devido ao equilíbrio químico que estabelecem com hidróxidos da água, formando-se Hidróxido de Ferro(III) (Fe(OH)₃). Então deve-se considerar o Ferro biodisponível, o qual está comumente associado a moléculas orgânicas ingeridas na alimentação, como as mioglobinas da carne e as proteínas da cadeia respiratória mitocondrial, dentre outras. Destaca-se que os grupos heme ocorrem frequentemente na alimentação e quando as proteínas nas quais eles estavam associados são degradadas, esses complexos de Ferro podem ser absorvidos por transportadores específicos de grupos heme localizados em células epiteliais do duodeno. Então, as cadeias carbônicas desses grupos são degradadas e o íon Fe2+ é liberado para ser utilizado pela célula. 
Observa-se que em pH fisiológico, os íons de Ferro estão majoritariamente na forma oxidada Fe3+ os quais, no plasma sanguíneo, podem ser capturados pela glicoproteína transferrina, que realiza um efeito quelante reversível sobre o íon, transportando-o pelo sangue até que uma célula com receptor de transferrina identifique o complexo. No interior da célula, Fe3+ é reduzido a Fe2+ por uma oxirredução catalisada por enzimas metalorredutases em um sistema reacional que envolve glutationa e, portanto, NADPH. 
Íons Fe2+ podem estar presentes extracelularmente no estômago, pois o ambiente mais ácido propicia a redução dos íons a Fe2+, sendo mais prontamente absorvidos por meio de seus respectivos transportadores. 
Os íons Fe2+ na célula podem ser armazenados em proteínas conhecidas como ferritinas e então direcionados para vias de biossíntese de grupos heme, centros de Ferro-Enxofre e outras eventuais estruturas com Ferro. 